# Marko Vozelj
Marko Vozelj, slovenski pevec zabavne glasbe, * 25. junij 1968, Ljubljana.
Bil je dolgoletni član skupine Čuki, ki se jim je pridružil leta 1989 na povabilo Jožeta Potrebuješa, s katerim sta se spoznala na služenju vojaškega roka. 2008 se je podal na samostojno glasbeno pot in še istega leta izdal svoj prvi samostojni album Moj svet. Zelo uspešno je sodeloval na Slovenski popevki, na kateri je trikrat postal zmagovalec občinstva, nastopil je tudi na Emi in Melodijah morja in sonca. Leta 2009 je prejel viktorja za najboljšega glasbenega izvajalca. Od leta 2014 nastopa skupaj z zasedbo Mojs3 (Matjaž Vlašič, Samo Jezovšek, Maj Vlašič, Marko Lednik, Štefan Šarkezi) pod imenom Marko Vozelj & Mojs3.

## Udeležbe na festivalih

### Slovenska popevka
- 2008: »Te ni« – 1. mesto; velika nagrada občinstva za najboljšo skladbo v celoti
- 2011: »Tukaj si« − 1. mesto; velika nagrada občinstva za najboljšo skladbo v celoti
- 2012: »Naj nama sodi le nebo« (duet z Nušo Derenda) − 1. mesto; velika nagrada občinstva za najboljšo skladbo v celoti

### Ema
- 2010: »Moj si zrak« − 6. mesto

### Melodije morja in sonca
- 2013: »Nora noč je pred nama« − 7. mesto

## Diskografija

### Albumi
| Leto | Album    | Skladbe |
| ---- | -------- | --- |
| 2008 | Moj svet | 1. Mala sobica 2. Te ni 3. Zdaj moj svet 4. Zvezdno nebo 5. Oblak 6. Moje srce je tvoje 7. Rad bi še 8. Saj le ti 9. Mavrica 10. Daj mi povej 11. Na večerji 12. Kako naj ti povem 13. Reci, da me ljubiš 14. Šala mala |

### Ostale nefestivalske pesmi
- »Brez miru« (2010)
- »Zvezde so z nama« (2010)
- »Dan se budi« (2010) − duet s Kaliopi
- »Letiva v nebo« (2011)

### Videospoti
- »Moje srce je tvoje«
- »Zdaj moj svet«

### Marko Vozelj & Mojs3
- »Ribica« (2014)
- »Ljubim samo tebe« (2014)
- »Trta mojih dni« (2021)